# Liste de marques fictives

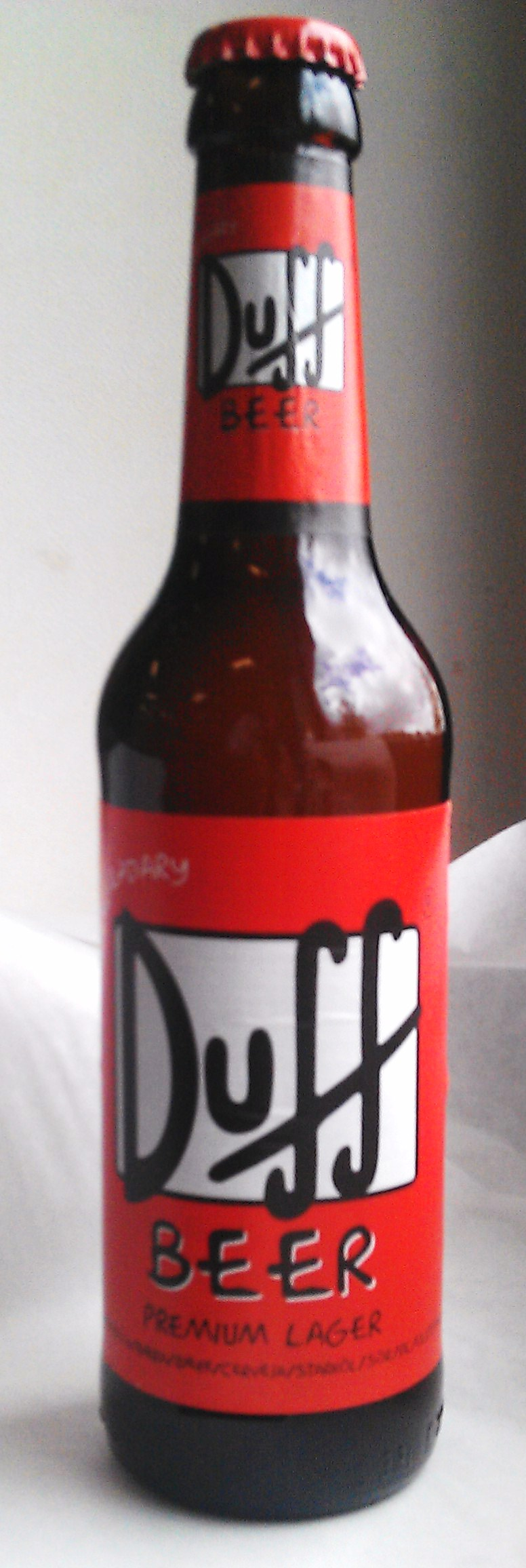
Une bouteille de bière de la marque fictive Duff, devenue une marque réelle.

Une marque fictive est une marque commerciale créée pour les besoins d'une fiction : tournage (film, sketch), roman, etc.
La recherche de ces marques n'est pas simple, dans la mesure où leurs auteurs cherchent à être près de la réalité ; ainsi, plus la création est réussie, plus il est difficile de détecter la supercherie.
Voici une liste non exhaustive de marques fictives, classées par thème d'utilisation.

## Littérature

### Divers
- Drake & Sweeney, un cabinet d'avocats qui emploie Michael Brock dans le roman La Loi du plus faible de John Grisham.
- Land-O-Smiles, entreprise de cigarettes dans le roman Le Maître du Haut Château.
- Morland Special, une marque de cigarettes présente dans l'univers des romans sur James Bond de Ian Fleming. Fabriquée par la Morlands of Grosvenor Street avec un tabac macédonien et avec un contenu plus élevé que la moyenne en goudron, la cigarette elle-même porte trois bandes dorées sur le filtre, tout comme le rang de commander de Bond.
- Rosen Corporation, un constructeur d'androïdes dans le roman Les androïdes rêvent-ils de moutons électriques ? de Philip K. Dick.
- Société des Entreprises Mécaniques, qui sert couverture pour la Patrouille du temps dans la nouvelle du même nom de Poul Anderson.
- Ubik, un extrait à « utiliser conformément au mode d'emploi », dans le roman du même nom de Philip K. Dick.
- Zat 77, une marque de whisky bue par Bill Ballantine dans les aventures de Bob Morane d'Henri Vernes. Clin d'œil au whisky « Vat 69 ».

### Harry Potter
Dans Harry Potter de J. K. Rowling :
- Grunnings, une entreprise de fabrication de perceuses dirigée par Vernon Dursley.
- Nimbus, une marque de balais dont fait partie le « Nimbus 2000 », offert à Harry Potter pour son premier match de Quidditch et le « Nimbus 2001 », fourni à l'équipe de Serpentard lors de l'arrivée de Drago Malefoy dans l'équipe.
- Pur feu, une marque de whisky.
- Comète, une marque de balais
- Brossdur, une marque de balais

## Bande dessinée

### Divers
- Adadas, la marque de sport préférée de Monsieur Mégot, le professeur de gymnastique du Petit Spirou, faisant référence à la marque Adidas.
- Criminal et Doskoi Panda, deux marques de vêtements dans le monde de One Piece. Il y existe également deux contrefaçons de Doskoi Panda : Dosko1 Panda et CyberPanda.
- Le Daily Star, le nom du journal dans l'album du même nom de Lucky Luke.
- Groupe W, une multinationale dirigée par Largo Winch qui chapeaute un important nombre de sociétés et de marques, dans la BD du même nom.
- Pétibulle, la boisson favorite de Tom-Tom et Nana dont le slogan est « Pétibulle, la boisson qui pétille et qui fait des bulles », dans la BD du même nom.
- Sofroco-Gedec, une multinationale qui tente de convertir à l'économie de marché les habitants de l'île où a grandi Supermurgeman.
- Turbot, une entreprise automobile dans plusieurs aventures de Spirou et Fantasio, ayant créé, entre autres la Rhino I « Turbotraction », utilisée par les deux héros et la « Turbotraction 2 », quelques années plus tard.

### Les Aventures de Tintin
Dans Les Aventures de Tintin d'Hergé :
- Arabair, compagnie aérienne détenue par Roberto Rastapopoulos dans Coke en stock ;
- Arabex, compagnie pétrolière mentionnée dans Tintin au pays de l'or noir ;
- Boucherie Sanzot, située à Moulinsart, mentionnée dans plusieurs albums ;
- Brol, marque, vraisemblablement de lessive, apparaissant au dos d'un magazine, dans Les Bijoux de la Castafiore ;
- Bross & Clackwell, marque du chapeau de Laszlo Carreidas dans Vol 714 pour Sydney ; jeu de mots sur « Crosse and Blackwell » (marque de condiments), « Broswell » (marque française de chapeaux), « brosse » (« cheveux courts » en bruxellois), et « claque » ou « klak » (« casquette » en bruxellois).
- Crack Frères, entreprise de déménagement dans Les Bijoux de la Castafiore ;
- La Dépêche, quotidien mentionné dans plusieurs albums ;
- Flor Fina, marque de cigares, ceux-là mêmes qui sont au centre de l'intrigue des Cigares du Pharaon ;
- Fox, marque de cigarettes, vraisemblablement celles que fument Paolo Colombani et Hans Boehm, dans Vol 714 pour Sydney ;
- General American Oil, société pétrolière désireuse d'exploiter des gisements au San Theodoros et au Nuevo Rico (pays eux aussi fictifs) dans L'Oreille cassée ;
- General Broadcasting Corporation, station de radio dont un représentant est désireux d'embaucher Tintin dans Tintin en Amérique ;
- Golden Oil, compagnie pétrolière implantée en Islande dans L'Étoile mystérieuse ;
- International Banana Company, société, « grande puissance, commerciale et financière », œuvrant pour le retour au pouvoir du général Alcazar dans Tintin et les Picaros, et faisant référence à l'United Fruit Company ;
- John Kingsby, fausse compagnie maritime à laquelle appartiendrait le navire Vilnaranda, tous deux créés de toutes pièces par la banque finançant l'expédition concurrente de celle des héros dans L'Étoile mystérieuse ;
- Lactas, marque de lait dont la cargaison d'un camion entier est réduite en miettes par l'appareil à ultrasons du professeur Tournesol dans L'Affaire Tournesol ;
- Leclerc, marque de lunettes dont le panneau publicitaire s'effondre sur la tête du capitaine Haddock à l'aéroport de Genève, dans L'Affaire Tournesol ;
- Loch Lomond, marque de whisky favorite du capitaine Haddock, mentionnée dans plusieurs albums et devenue une marque véritable en 1965 ;
- Luxor, société de dépannage dans la ville (fictive, elle aussi) de Bagghar, dans Le Crabe aux pinces d'or ;
- Maзeдohиa, transcrit en Mazedonia[1], marque de cigarettes bordure dans L'Affaire Tournesol ;
- Milou, projet de marque de biscuits pour chiens dont le slogan envisagé est « Je brave tout, grâce aux biscuits Milou ! », dans Tintin en Amérique ;
- Mondass, compagnie d'assurances pour laquelle travaille Séraphin Lampion, qui la mentionne dès son apparition dans L'Affaire Tournesol ;
- Paper Dollar, marque de cigarettes mentionnée par le détective privé de Tintin en Amérique ;
- Paramoule, société de production cinématographique au nom clairement inspiré de la Paramount Pictures et dont un représentant veut engager Tintin pour tourner dans un film d'aventures dans Tintin en Amérique ;
- Paris Flash, magazine dont les journalistes vedettes sont Walter Rizotto et Jean-Loup de la Batellerie ;
- Pressa, agence de presse mentionnée dans Tintin en Amérique ;
- Radio-Centre, station de radio au micro de laquelle le capitaine Haddock tient un discours contre l'alcoolisme dans Le Crabe aux pinces d'or ; cette même (?) station envoie un journaliste à Moulinsart pour interviewer Haddock dans Tintin et les Picaros ;
- Radio-Éclair, autre station de radio qui envoie un journaliste à Moulinsart pour interviewer le capitaine Haddock dans Tintin et les Picaros ;
- Rossini, marque de boisson, vraisemblablement un apéritif, le logo s'inspirant de celui de Martini, dont une publicité est affichée dans un café, situé à proximité de l'hôtel Bristol dans Coke en stock ;
- Sani-Cola, boisson à la chlorophylle, propriété de Laszlo Carreidas, dans Vol 714 pour Sydney ;
- Santaero, compagnie aérienne de l'État fictif du San Theodoros, empruntée par Haddock et Tournesol dans Tintin et les Picaros ;
- Sari Airways, compagnie aérienne dont l'avion dans lequel voyageait Tchang s'écrase dans Tintin au Tibet ;
- Simoun, compagnie pétrolière et entreprise de dépannage dans laquelle travailleront sous couverture — et brièvement, au vu de leur maladresse — les Dupondt, dans Tintin au pays de l'or noir;
- Skoil Petroleum, compagnie pétrolière soutenant le cheikh Bab El Ehr et cherchant à renverser l'émir Ben Kalish Ezab, dans Tintin au pays de l'or noir ;
- Slift, entreprise produisant du corned-beef dont Tintin visite l'usine de Chicago, dans Tintin en Amérique ;
- Speedol, compagnie pétrolière par laquelle se fait engager Tintin pour embarquer sur le navire Speedol Star, dans Tintin au pays de l'or noir;
- Syldair, compagnie aérienne de l'État fictif de Syldavie, empruntée par Tintin et le capitaine Haddock, dans Objectif Lune ;
- Vicking Arms Cy Ltd., société de vente d'armes pour laquelle travaille Basil Bazaroff qui traite à la fois avec le San Theodoros et le Nuevo Rico, pourtant en guerre l'un contre l'autre, dans L'Oreille cassée ;

### Boule et Bill
Dans Boule et Bill de Roba:
- Bonono, une marque d'aliments pour chiens avec légumes.
- Bononos, une marque d'aliments pour chiens en forme d'os avec Bill servant de modèle publicitaire.
- Bulga, une marque de yaourts.
- Crass & Co, une entreprise polluante à la production inconnue.
- Croc, une marque d'aliments pour chiens avec vitamines.
- Crocobill, une marque d'aliments pour chiens avec Bill servant de modèle publicitaire et ayant comme slogan « Kaiwaouu ! Encore un chien qui réclame son Crocobill ! ».
- Drolls Noyce : une marque de voitures de luxe, faisant référence aux voitures Rolls Royce.
- Floribel, une boutique de fleurs.
- Friz : une marque de lotion capillaire faisant friser.
- Harlow, une marque de jeans.
- Kosto, une marque d'aliments pour chiens qui les rend costaux.
- Miaou, une marque d'aliments pour chats.
- Roladzoïng : un modèle d'appareil photo prenant des instantanés.
- Rose Marine & Co, une boutique de vêtements.
- Tarz-o-zan, une marque de lotion solaire.
- Tof : une marque de cravates.
- Tour-Lourou, une société organisant le voyage autour du monde de la famille de Boule dans l'album Globe-trotters.
- Tout Pour Toutou (également orthographié Toupourtoutou), une boutique de produits pour chiens (aliments, jouets...)
- La Vache qui mugit, une marque de fromage des Alpes, faisant référence à la Vache qui rit.
- Waou, une marque d'aliments pour chiens.
- Woufy, une marque d'aliments pour chiens à base de boulettes de bœuf ayant comme slogan « Wouf wouf Woufy, l'aliment sain, l'aliment chien ! ».
- Wouwou, une marque de biscuits pour chiens très durs, produits par l'entreprise Marteau-Pilon.

### Gaston
Dans Gaston de Franquin :
- Bidule, une marque de piles électriques trop puissantes, présentes dans une série de gags. Dans la première version des gags, les piles étaient de la marque Philips, mais ont été renommées en Bidule lors de leur parution en album[2].
- Cosmo-coucou, « l'horloge en avance sur son temps », une horloge murale en forme de cabine Apollo avec un cosmonaute remplaçant le coucou, inventée par Gaston et commercialisée par M. de Mesmaeker.
- Ducran & Lapoigne, une société de génie civil spécialisée dans la construction de ponts métalliques, mitoyenne des éditions Dupuis.
- Gloup Company : une compagnie qui vend des bidons d'essence et des bidons d'huile ayant la même apparence.
- Glub, une marque d'huile pour moteur qui offre des cadeaux-primes aux consommateurs, dont la taille dépend de la consommation, Gaston recevant un bateau pneumatique de très grande taille.
- Mastigaston, un appareil servant à écarter les joues pour éviter de se les mordre quand on mange, inventé par Gaston.
- Miaoumiam, une marque d'aliments pour chats à base de poisson.
- Parkerman, une marque de stylos-plumes utilisée par M. de Mesmaeker, dont le nom fait référence aux stylos-plumes Parker et Waterman.
- Pétrole Scalp au guano, une lotion miracle faisant prétendument repousser les cheveux.
- Promenade, un prototype de voiture brevetée par Gaston, consistant en un lit mobile.
- Razara, une marque de mousse à raser.
- Rheuh, une marque de cigarettes.
- Sapetoku 750, une marque de moto conduite par Gaston.
- Tar-zan-tan : une marque de produit bronzant « comme si vous revenez des îles ».
- Vroup, une marque d'essence qui offre des cadeaux-primes aux consommateurs, dont la taille dépend de la consommation (ballons de plage, canots pneumatiques...).

### Univers DC
Dans l'univers DC de la maison d'édition DC Comics :
- LexCorp, le conglomérat fondé par Lex Luthor dans le comic book Superman.
- The Daily Planet, le quotidien dans lequel travaille Clark Kent, alias Superman.
- Wayne Enterprises, le conglomérat appartenant à Bruce Wayne, alias Batman.

### Univers Marvel
Dans l'univers Marvel de la maison d'édition Marvel Comics :
- Alchemax, une société concurrente de Parker Industries fondée par Liz Allen (Liz Allan en VO). La société est spécialisée dans la science expérimentale et possède un vaste réseau de divisions et d'opérations, allant de la guerre biologique à la criminalité organisée.
- Le Daily Bugle, le journal new-yorkais dirigé par J. Jonah Jameson dans lequel travaille le photographe Peter Parker, alias Spider-Man.
- Le Daily Globe, un journal new-yorkais concurrent du Daily Bugle.
- Cross Technological Enterprises (en) (C.T.E.) ou Cross Tech, une société de développement technologique créée par Darren Agonistes Cross, apparue pour la première fois dans le comic book Marvel Premiere en 1979[3]. Elle est présentée à cette date comme l'une des principales entreprises technologiques du secteur, avec Stark Industries et Oscorp. Elihas Starr (Tête-d'œuf) et Clint Barton (Œil-de-faucon) ont notamment fait partie de ses employés.
- Damage Control (en), une entreprise américaine de construction spécialisée dans la réparation des dommages matériels causés par les conflits entre super-héros et super-vilains. La société est apparue pour la première fois dans Marvel Age Annual #4 (juin 1988), et quatre numéros de la série limitée Damage Control ont été publiés à ce jour. L'entreprise apparait notamment dans film Spider-Man: Homecoming (2017).

Le super-héros Hercule a été vu effectuer un service communautaire (travail bénévole) avec Damage Control, mais a été aussi considéré comme un employé régulier de Damage Control, après avoir perdu une grande partie de ses richesses divines au profit du Constrictor lors d'un procès forcé. Hercule travaillait à la construction et à la démolition. Tom Foster (Goliath) et Robbie Baldwin (Speedball) ont aussi été des employés de l’entreprise à un moment donné.
- Fantastic Four Incorporated (en), aussi connue en tant que Fantastic Enterprises[6], une organisation fondée par Red Richards, le leader des Quatre Fantastiques pour accorder une licence d'utilisation de ses brevets, et ainsi financer le fonctionnement des Quatre Fantastiques et leur fournir une source de revenus.
- Goodman, Lieber, Kurtzberg & Holliway (en), une firme américaine d'avocats apparaissant dans la série de comics She-Hulk[7], nommée d'après les fondateurs de Marvel Comics, Martin Goodman, Stan Lee (sous son nom de naissance Stanley Lieber) et Jack Kirby (utilisant son nom de naissance Jacob Kurtzberg). En tant que cabinet d’avocats spécialisé en droit surhumain, Goodman, Lieber, Kurtzberg & Holliway représente des super-humains (super-héros et super-vilains) à chaque fois qu’ils ont besoin d’une aide juridique. La firme a notamment embauché l'avocate et héroïne Jennifer Walters (Miss Hulk) pour être un de ses titulaires de son cabinet.
- Heroes for Hire, une marque et une équipe de super-héros à louer créée par Luke Cage et Daniel Rand (Iron Fist) qui, à l'origine, vendait une gamme complète de services professionnels d'enquête et de protection aux particuliers.
- Landau, Luckman, and Lake (en) (ou LLL), une holding intergalactique qui apparait notamment dans la série de comics Wolverine[8]. LLL supervise et gère un certain nombre de filiales, telles qu'un cabinet d'avocats du même nom. C'est en réalité une organisation de façade pour un entrepreneur d'espionnage privé. Certaines de ces sociétés offrent une couverture, des emplois et des moyens de revenu plausibles à ses agents secrets. Elle possède un département précognitif et une technologie de téléportation interdimensionnelle qui fait preuve de clairvoyance et dépasse l'imagination[9].
- Nelson & Murdock, le cabinet d’avocats de Matt Murdock (Daredevil) et de son associé Franklin « Foggy » Nelson.
- Oscorp, aussi connue comme Oscorp Industries, une multinationale spécialisée dans les domaines de la chimie et du génie électrique valant plusieurs milliards de dollars. Basée à l'Oscorp Tower de New York, la société a été créée par Norman Osborn. La firme apparaît principalement dans les bandes dessinées liées à Spider-Man. Un de ses anciens employés est l'électricien Max Dillon (devenu le super vilain Electro).
- Parker Industries (en), un ancien conglomérat industriel new-yorkais valant plusieurs milliards de dollars, créé dans la série The Superior Spider-Man[10]. Dirigé par Peter Parker (Spider-Man), Parker Industries était concurrente d'Alchemax. L'entreprise cessa ses activés au cours du crossover Secret Empire[11].
- Stark Industries, un important conglomérat militaro-industriel américain fondé par Howard Stark et dirigé depuis par son fils Tony Stak, alias Iron Man.
- La Roxxon Energy Corporation (en) (anciennement « Republic Oil & Gas » et « Roxxon Oil Company »), un conglomérat américain, principalement dans le domaine pétrolier, rival de Stark Industries.
- L’Unlimited Class Wrestling Federation (en)  (UCWF), une association de lutteurs professionnels qui possèdent une force, une endurance et une résistance surhumaines aux blessures, apparue dans la série Thing (sur la Chose)[12].

### Watchmen
Dans Watchmen :
- Veidt Enterprises, un conglomérat détenu par Adrian Veidt, alias Ozymandias.
- Pyramid Transnational, une entreprise de livraison détenue par Veidt Enterprises. Son slogan est « A new world delivered ».
- The New Frontiersman, un journal de droite édité à New-York fréquemment demandé par Walter Kovacs, alias Rorschach, à Bernie qui tient le kiosque à journaux.
- Gunga Diner, une chaîne de snack-bar dont l'enseigne est une éléphant rose ; un ballon dirigeable à l'effigie de cette marque est fréquemment visible dans le ciel de New York.

### Zap Collège
Dans Zap Collège de Téhem :
- Choc'Honey, une marque de barre de chocolat.
- Cocolina, une marque de soda, (inspiré de Coca-Cola).

## Cinéma

### Divers
Au cinéma :
- Aaltra, une marque de matériel agricole finlandaise fabriquant des contrefaçons de mauvaise qualité de la véritable marque Valtra, dans Aaltra.
- Agence Security, une agence de protection de personnes, qui envoie Serge Karamazov protéger Simon Jérémie dans La Cité de la peur.
- Altra Automotive, un fabricant de camping-car, employeur de Monsieur Hulot, utilisée par Jacques Tati dans Trafic.
- Aquilair, une compagnie aérienne dans laquelle travaille en tant qu'hôtesse de l'air le personnage joué par Alice Taglioni dans Cookie.
- Avalon, une marque de produits cosmétiques sur laquelle enquêtent les héros de Renaissance (inspirée de la marque réelle Revlon).
- Banque Cordell, une banque braquée par Bruno Cremer, dans L'Alpagueur ; cette appellation est un clin d'œil que le réalisateur, Philippe Labro, fait à un autre de ses films, L'Héritier, qui décrit l'empire financier que doit défendre Jean-Paul Belmondo, alias Bart Cordell.
- Beaumont-Liégard, une entreprise de textile dirigée par Bernard Blier dans le film Le Corps de mon ennemi.
- Belle de Jura, une marque de fromage franc-comtois dans Poupoupidou.
- Bendini, Lambert & Locke, un cabinet d'avocats de Memphis qui emploie Mitch McDeere (Tom Cruise) dans La Firme.
- Beau-Line, la marque de produits de beauté dans Catwoman.
- BFC, la banque braquée par Gérard Depardieu dans Tais-toi !.
- Big Kahuna Burger, une marque de restauration rapide inventée par le réalisateur Quentin Tarantino. Elle est citée par l'acteur Samuel L. Jackson dans Pulp Fiction ; dans Une nuit en enfer, George Clooney porte un sac sur lequel apparaît le logo. Dans Boulevard de la mort, Tarantino évoque cette marque dans un dialogue prononcé par Kurt Russell. Dans l'épisode 3 de la saison 1 de Une nuit en enfer, adaptée du film du même nom, un restaurant portant cette marque est présent.
- Blast FM, une station de radio pour laquelle travaillent les personnages de Radiostars.
- Blue Star Airlines, la compagnie aérienne citée dans Wall Street (film) dont Carl Fox (Martin Sheen), le père de Bud (Charlie Sheen) est chef du syndicat des mécaniciens. La compagnie se fait racheter par Gordon Gekko (Michael Douglas), un requin de la finance, puis est démantelée avant d'être sauvée par Sir Larry Wildman (Terence Stamp), un milliardaire britannique.
- BNC, la banque braquée par Philippe Noiret et Thierry Lhermitte dans Ripoux contre ripoux.
- BNT, la banque braquée par Pierre Richard dans Les Fugitifs.
- Buddy Christ (le « Pote Christ » en VF), une statue représentant un Jésus-Christ souriant et pouce lévé, qui apparaît notamment dans Dogma lors de la campagne publicitaire « Catholicism Wow! ».
- Buy 'n' Large, une marque de vente, de restauration, de voyages spatiaux et de propagande dans WALL-E.
- Cadre Cola, une boisson gazeuse de type cola, sponsor de l'émission Running Man dans le film du même nom.
- Canapi, un magasin d'ameublement vendant des canapés, pour laquelle Fatal Bazooka tourne une publicité dans Fatal.
- Chess Chimical, une société qui fabrique la « LDF »[Quoi ?], censée donner le cancer à ses consommateurs, dans Les Complices.
- COGIP, une entreprise située dans le quartier de la Défense à Paris dans laquelle travaille le comptable Jean-Christian Ranu (Daniel Auteuil), dans La Personne aux deux personnes.
- Cordell SA, un groupe de presse et d'industrie, dont hérite puis dirige Bart Cordell (Jean-Paul Belmondo), dans L'Héritier.
- CTV, une chaîne de télévision qui produit et diffuse l'émission de télé-réalité Le Prix du danger, un jeu de chasse à l'homme auquel participe Gérard Lanvin dans le film homonyme.
- Cyberdyne, une entreprise spécialisée dans l'informatique et la robotique qui conçoit et fabrique des robots et des microprocesseurs, étant utilisés pour créer les robots Terminators dans la saga Terminator. En juin 2004, une entreprise japonaise réelle reprend le nom pour créer sa société de robotique : Cyberdyne Inc. (en).
- Dapper Dan, une marque de brillantine dont Everett (George Clooney) est un grand consommateur dans O'Brother.
- Dinoco, compagnie pétrolière dans les films Toy Story et Cars. Le logo figurant un dinosaure s'inspire de la compagnie réelle Sinclair Oil.
- Duke & Duke, une maison de courtage boursier dans Un fauteuil pour deux.
- Eurodiscount, un groupe de distribution dont Denis Vierhouten (Daniel Prévost) est le directeur des achats dans La Vérité si je mens ! 2.
- Factory Mode, une entreprise de textile fondé par Eddy, Dov, Ivan et Patrick dans La Vérité si je mens !.
- France Hebdo, un magazine de presse dirigé par Pierre Rambal-Cochet dans lequel travaille François Perrin (Pierre Richard), dans Le Jouet.
- Fox and Sons Books, une marque de librairies dans Vous avez un mess@ge.
- Gaitoutou, une marque de nourriture pour chien utilisé par Jean Yanne dans Tout le monde il est beau, tout le monde il est gentil.
- Geugène Industrie, une entreprise dans laquelle travaillent Hervé Dumont (Bruno Solo) et Jean-Claude Convenant (Yvan Le Bolloc'h) dans Espace détente ; cette entreprise fabrique des produits de musculation et de remise en forme : la « C14 » et le « Body Compact ».
- Groobad, une barre chocolatée dans 99 francs (référence au gros bad, lorsque les personnages principaux sont sous l'emprise de la drogue).
- GGT, une centrale syndicale majoritaire dans Promotion canapé, inspiré du syndicat français la Confédération générale du travail (CGT).
- GTI (« Grant Texas Industries »), une multinationale américaine sur laquelle enquête Paul Kerjen (Patrick Dewaere) dans Mille milliards de dollars.
- Éditions du Guide Duchemin, l'éditeur du guide gastronomique dirigé par Charles Duchemin (Louis de Funès) dans L'Aile ou la Cuisse.
- HAL Labs, le constructeur du supercalculateur HAL 9000 dans 2001, l'Odyssée de l'espace.
- Kempo, la marque de cigarettes fumée par le capitaine Glenn dans Collision[13] et Space Station 76.
- Kiff, une marque de lessive (parodie de Skip) dans 99 francs.
- Lacuna Inc., une entreprise spécialisée dans l'effacement de souvenirs dans Eternal Sunshine of the Spotless Mind.
- La Coke, une boisson énergisante créée par Fatal Bazooka dans Fatal. Elle a pour particularité d'avoir plus de taurine que les autres marques, mais directement sous forme de morceaux de taureaux.
- Le Développement Industriel, la banque attaquée dans Peur sur la ville.
- Le Yankee, une marque chewing-gum dans Les Aventures de Rabbi Jacob.
- LRCorp, une multinationale de produits utopique, en référence à BnL (WALL-E). Vue principalement sur le net.
- Madone, une marque de produit laitier (parodie de Danone) dans 99 francs ; Starlight (« Maigrelette » dans le livre), le nom du yaourt de Madone.
- Morley, une marque de cigarette fumée dans de nombreuses œuvres cinématographiques et télévisuelles.
- OCP (« Omni Cartel des Produits »), un cartel militaro-industriel gérant entre-autres les services de la police de Détroit, dans RoboCop.
- OCP 6000 SUX, un modèle de voiture de police apparaissant dans RoboCop.
- Pyramid Transnational, une entreprise de livraison filiale de Veidt Enterprises, dans l'univers du comic-book et du film Watchmen : Les Gardiens. Son slogan est « A new world delivered » (un nouveau monde livré).
- Pizza Planet, une chaîne de pizzerias présente dans Toy Story, Toy Story 2 et secondairement dans d'autres productions des studios Pixar.
- Planète Assistance, une compagnie d'assistance (parodie de Mondial Assistance) qui emploie Michel Bernardin (Coluche) dans Banzaï.
- Protovision, une entreprise d'édition de jeux vidéo, point de départ de l'intrigue de WarGames.
- R2i, une station de radio dans laquelle travaillent Albert Poussin (Gérard Jugnot) et Frank Bonneville (Gérard Lanvin) dans Envoyés très spéciaux.
- Radio Plus, une station de radio dans laquelle travaille Christian Gerber (Jean Yanne) avant d'y être viré, puis réintégré, dans Tout le monde il est beau, tout le monde il est gentil.
- Ragoutoutou, une marque de nourriture pour chien utilisée dans Le Coup du parapluie et dont le slogan et jingle est : « Ragoutoutou, le-ragoût-de-mon-toutou, j'en suis fou ! ».
- Re-pet, une société spécialisée dans le clonage des animaux de compagnie en fin de vie ou morts récemment, dans À l'aube du sixième jour.
- Rekall, une société vendant des souvenirs qu'elle implante dans la mémoire de ses clients (en particulier des expériences de vacances idylliques), souvenirs prétendus aussi réels que le plus réel des souvenirs, dans Total Recall.
- Rocade, une chaîne de supermarchés qui poursuit en justice Françoise Barnier (Dominique Blanc) pour avoir dérobé une importante quantité de nourriture, dans La Voleuse de Saint-Lubin ; cette appellation transparente fait référence aux supermarchés Carrefour qui, dans l'histoire ayant inspiré le long métrage, poursuit une voleuse de nourriture.
- Ross & Witchcraft, une société de publicité dans 99 francs.
- Santhe / Sienar Technologies, une compagnie appartenant à l'univers de Star Wars.
- Somnolos, la société écran des bandits de L'Ennemi public n°1.
- Soylent Green, une multinationale fabriquant un ersatz de nourriture, dans Soleil Vert.
- Stay-Puft, une marque de guimauves dans SOS Fantômes.
- Slusho!, une marque fictive de soda japonais dans Cloverfield.
- The Three Kings, marque fictive de whisky de contrebande dans Les Tontons flingueurs.
- Tricatel, une chaîne de restauration collective cible des foudres de Charles Duchemin (Louis de Funès) dans L'Aile ou la Cuisse. Ce nom est inspiré de Jacques Borel, l'inventeur de la chaîne Restoroute. Vingt ans plus tard, le chanteur et producteur Bertrand Burgalat reprend le nom pour créer son label de disques, Tricatel.
- Tutop 10, une marque de poison pour taupe servant à Lulu lors de sa tentative d'empoisonnement de son mari, dans Un crime au paradis.
- Tyrell Corporation, une corporation en pointe dans la création et la production d'androïdes dans Blade Runner.
- Victoria, une entreprise de nettoyage industriel fondé par Sam Lion (Jean-Paul Belmondo) dans Itinéraire d'un enfant gâté.
- Vladis Entreprise, une entreprise de Jacques-Alain Marty (Christian Clavier) dans L'Antidote.
- Weyland-Yutani (aussi appelée « la Compagnie »), une corporation à l'origine des multiples tentatives pour capturer un Alien vivant, dans la saga Alien.

### Univers de Quentin Tarantino
Dans l'univers du cinéaste Quentin Tarantino :
- Acuna Boys, une marque de restauration rapide mexicaine, vue dans Jackie Brown, Kill Bill : Volume 2 et Boulevard de la mort[14].
- Austin Hot Wax 505, une station de radio[14].
- Air O, une compagnie aérienne[14].
- Big Jerry Cab Co, une compagnie de taxis[14].
- Big Kahuna Burger, une marque de restauration rapide inventée par le réalisateur. Elle est citée par l'acteur Samuel L. Jackson dans Pulp Fiction ; dans Une nuit en enfer, George Clooney porte un sac sur lequel apparaît le logo. Dans Boulevard de la mort, Tarantino évoque cette marque dans un dialogue prononcé par Kurt Russell. Dans l'épisode 3 de la saison 1 de Une nuit en enfer, adaptée du film du même nom, un restaurant portant cette marque est présent.
- Cabo Air, une compagnie aérienne dans Jackie Brown[14].
- Fruit Brute, une marque de céréales[14].
- Red Apple, une marque de cigarettes dans Pulp Fiction, Kill Bill, Four Rooms, Les Huit Salopards et Once Upon a Time… in Hollywood. Cette marque fait aussi une brève apparition dans chacun des volets Grindhouse, Boulevard de la mort et Planète Terreur.
- Oak Ridge Coffee, une marque de café[14].
- Teriyaki Donut, une chaîne de restauration proposant beignets et cuisine japonaise[14].
- Wascomed, une marque d’adrénaline dans Pulp Fiction, en hommage aux décorateurs de plateau David Wasco et sa femme Sandy Reynolds Wasco[14].

## Séries télévisées et téléfilms
Dans les séries et les feuilletons télévisés :

### Divers
- Le Central Perk, le nom d'un café du quartier de Greenwich Village à New York, où les principaux personnages de la série Friends passent la majorité de leur temps libre.
- La Cogirep, une entreprise spécialisée en papeterie dans Le Bureau de poste de la rue Dupin et autres entretiens et dans Le Bureau.
- E Corp, plus gros conglomérat mondial (souvent comparé à Google) dans Mr Robot.
- Europeangoldfinch.net : un site internet utilisé par les protagonistes du feuilleton Prison Break pour communiquer entre eux.
- Gracen & Gracen (G&G) : une multinationale dans Profit.
- Lucky Aide, un supermarché où travaillent Loïs, Craig et Malcolm dans Malcolm (dans les dernières saisons).
- Morley, une marque de cigarette fumée dans de nombreuses œuvres cinématographiques et télévisuelles.
- Sterling Cooper, une entreprise de publicité au sein de laquelle se déroule la plus grande partie du scénario de la série Mad Men.

### Black Mirror
- Streamberry, une plate-forme de diffusion de films et séries à l’apparence, l’habillage sonore et visuel de Netflix, apparue dans la sixième saison de Black Mirror, dans les épisodes Joan est horrible et Loch Henry[15].
- Ditta, industrie agro-alimentaire citée dans le premier épisode de la septième saison Des gens ordinaires dans une publicité énoncée par la protagoniste, puis, dans Bête noire, deuxième épisode, c’est là où travaille la protagoniste.

### Breaking Bad
Dans Breaking Bad :
- Los Pollos Hermanos, une chaîne de restauration rapide spécialisée dans les préparations à base de poulet frit.
- Vamonos Pest, une entreprise spécialisée dans des services de désinsectisation.
- Zafiro Añejo, une marque de Tequila de luxe.

### Bref
Dans bref. :
- Télécom 3000, une marque d'opérateur téléphonique qui propose des forfaits téléphoniques « illimités, pendant une heure » pour 79,99 € par mois[16].
- Capote 3000, une marque de préservatifs, avec comme slogan « La capote des vrais bonhommes »[17] (parodie de la marque Durex). Par la suite, de réels préservatifs de cette marque ont été fabriqués par la marque Callvin[18], une société spécialisée dans la fabrication de préservatifs humoristiques[17].
- Brico 3000, une marque d'outillage grand public (apparemment défaillante) avec comme slogan « Parce qu'on sait jamais ! »
- Energy 3000, une marque de boisson énergisante. Son goût semble déplaire beaucoup.

### Chuck
Dans Chuck :
- Buy More, une chaîne de magasins vendant des articles électroniques où travaille le héros principal de la série. Parodie de la chaîne de magasins Best Buy.
- Saucisses exquises (« Wienerlicious » en VO), un restaurant allemand de hot-dogs où travaille Sarah Walker pendant la saison 1.
- Orange Orange, un magasin de yaourts glacés où travaille Sarah Walker dans les saisons suivantes.

### Heroes
Dans Heroes :
- Primatech Paper, une entreprise servant de société écran à Noé Bennet.
- Sylar, une marque de montre utilisée comme pseudonyme par Gabriel Gray.
- Yamagato Industries, une entreprise au Japon où Hiro Nakamura travaille et dont son père en est le président.

### JAGetNCIS: Enquêtes spéciales
Dans JAG et NCIS : Enquêtes spéciales :
- ZNN, le nom d'une chaîne d'information en continu (parodie de CNN).
- Caf-Pow!, une marque de boisson, dont on sait seulement qu'elle est fortement caféinée, bue par Abby dans NCIS.
- Hot Fresh Coffee, le café de Gibbs qui porte un logo similaire à celui de la marque Starbucks.
- Triboro, une marque de cigarettes (parodie de Marlboro).
- Llama, une marque de cigarettes (parodie de Camel).

### Les Feux de l'amour
Dans Les Feux de l'amour :
- Jabot cosmétiques, une marque de cosmétiques de la famille Abbott, à Genoa City.
- Fenmore, une chaîne de magasins de vêtements appartenant à Lauren Fenmore, à Genoa City.

### Les Frères Scott
Dans Les Frères Scott :
- Clothes Over Bros, une entreprise de mode créée par Brooke Davis.
- Le Club Tric, un club pour jeunes où ont lieu de nombreux concerts. Il appartient à Karen Roe.
- Red Bedroom Records, un label dirigé d'abord par Peyton Sawyer, puis par Haley James Scott.

### Lost: Les Disparus
Dans Lost : Les Disparus :
- Oceanic Airlines : le nom de la compagnie aérienne de l'avion qui s'est écrasé. Si Lost est la série qui évoque le plus cette compagnie, cette dernière est utilisée dans de nombreux films et séries (voir l'article consacré).
- Mr. Cluck's : une chaîne de restauration rapide dans laquelle Hurley travaillait avant de devenir millionnaire à la loterie.
- Dharma Initiative : le nom d'une organisation mystérieuse qui a construit diverses stations d'expérimentation sur l'Île. Leur logo apparaît sur des emballages de provisions telles que des chips, de la bière, du gruau... et même une voiture.
- MacCutcheon : une marque de whisky bue notamment par Charles Widmore.
- Apollo : une marque de barre chocolatée.
- Butties : une marque de couches pour bébé, vantées dans une publicité par le groupe de Drive Shaft.
- Fondation Hanso

### Scènes de ménages
Dans Scènes de ménages :
- Anouk et Quentin, une marque de confiture créée par certains protagonistes.
- Blandine, une marque de farine de blé (parodie de la marque Francine).
- Burger'z, une chaîne de restauration rapide.
- Choco Bueno, une marque de céréales au chocolat.
- Couca coula, une marque de cola (parodie de Coca-Cola).

Magazines :
- Winnerz
- Glamour Girlz
- QKQ (Qui kiffe qui)
- Rocken'girlz
- Roule Raoul
- Sport Automobile
- 100 % Foot
- Psyko Magazine
- Tellement psy
- Fitness Magazine
- Marie-Chantal (parodie de Marie Claire)
- Le Gendarme français (parodie du Chasseur français)
- Séniora
- Deuxième jeunesse
- Dernière demeure
- La vie en mauve
- La quotidienne

### Scrubs
Dans Scrubs :
- Plomox, une entreprise pharmaceutique qui vend des médicaments à l'hôpital du Sacré Cœur.
- Coffee Bucks, une chaîne de cafés parodiant la chaîne Starbucks.

### Stargate SG-1
Dans Stargate SG-1 :
- Tech Con, une multinationale de la planète Hebridan.
- TCNN, une chaine de télévision Hebridan retransmettant la course de Kon Garat.
- Tech Con Gaming Kiosks, un bureau de Paris, filiale de Tech Con.
- Tech Con Group Funeral Services, une entreprise de pompes funèbres, filiale de Tech Con.
- Ultra Sport, une marque de boisson énergisante produite par Tech Con.
- Tech Écran protection 60, une marque de crème solaire produite par Tech Con.
- Super Ion, une marque de carburant produite par Tech Con Propulsion.
- Corso, une chaine de restaurants appartenant à Tech Con.

### Superman
Dans les adaptations de Superman à l'écran :
(toutes séries confondues)
- The Daily Planet, le principal journal de Métropolis.
- Metropolis Star, le principal concurrent du Daily Planet.
- EPRAD, une agence spatiale près de Métropolis.
- Luthor Corp, le nom de la corporation industrielle appartenant à la famille Luthor.

### The Office
Dans The Office :
- version britannique
  - Wernham Hogg Paper Company, une entreprise de papier située à Slough.
- version américaine
  - Dunder Mifflin, Inc., une entreprise spécialisée dans la papeterie basée entre autres à Scranton en Pennsylvanie.
  - Michael Scott Paper Company Inc., créée par l'ancien dirigeant de la filiale de Scranton.

### The Twilight Zone: La Quatrième Dimension
Dans The Twilight Zone : La Quatrième Dimension :
- Dans le deuxième épisode apparaît une compagnie aérienne fictive, la « Northern Goldstar Airline » dont le vol 1015 va connaître des événements inattendus. Dans le sixième épisode, Six degrés de liberté, l'un des passagers du vaisseau joue avec un avion miniature arborant « Northern Goldstar » sur le fuselage.

### The Walking Dead
Dans The Walking Dead :
- Ferenc Builders sur une camionnette utilisée par les protagonistes pour quitter Atlanta (dans la saison 1), en référence au prénom hongrois de Frank Darabont.
- Gorbelli Foods Company.

### X-Files: Aux frontières du réel
Dans X-Files : Aux frontières du réel :
- Laramie (épisode 2x23), une marque de cigarettes empruntée à la série les Simpson.
- Playpen, un magazine de charme, équivalent de Playboy.

## Dessins et séries animées
Dans les dessins animés :

### Divers
- ACME, une entreprise dans de nombreux dessins animés des Looney Tunes et dans le film Qui veut la peau de Roger Rabbit ainsi que dans Les Looney Tunes passent à l'action, et dont le nom est réutilisé dans de nombreux films depuis les années 1920.
- Capsule Corp., une entreprise dirigée par le docteur Briefs, le père de Bulma et qui fabrique des capsules qui renferment toutes sortes d'objets minuscules, qui peuvent revenir à leur taille normale en appuyant sur la capsule, dans Dragon Ball.
- Glinglin Burger, un restaurant, lieu de rendez-vous privilégié d'Andy, dans Sacré Andy !.
- Méga TV, une chaîne de télévision dont le logo et le style journalistique sont la parodie de TF1, dans Grand-mère est une sorcière (Witchworld).
- Les produits Nul, dont la promotion est systématiquement ratée par Pub-Pub, le gorille vert acteur des spots publicitaires, dans Téléchat.
- Pinochie, société automobile où sont supposés travailler les protagonistes de High Card.
- WcDonald, parodie de McDonald's, dans le deuxième épisode de Sakamoto, pour vous servir !.
- Who's Who, société automobile rivale des protagonistes de High Card.

### Les Simpson/Futurama
Dans Les Simpson :
- Buzz Cola, une marque de cola et la boisson favorite de la famille Simpson.
- Burly Paper Towels, un essuie-tout super absorbant.
- Duff, la marque de bière emblématique de la série, la préférée d'Homer Simpson.
- FaceLook, un réseau social à l’image de Facebook (saison 26, épisode 7).
- Fudd, une marque de bière interdite à la consommation, qu'Homer Simpson goûte dans un bar perdu (parodie de la Budweiser, la « Bud »).
- Krusty Burger, une chaîne de restauration rapide créée par Krusty le clown.
- KrustyOs, une marque de céréales très sucrées créée par Krusty le clown.
- Kwik E Mart, une chaîne de mini-marchés (celui de Springfield est dirigé par Apu) dont le siège social est situé en Inde.
- Laramie, une marque de cigarettes.
- Lard Lad Donuts, un magasin de donuts à Springfield.
- LeDuff Beer avec codéine, la version canadienne de la bière Duff (saison 25, épisode 15, « La Guerre de l'art »).
- Malibu Stacy, la poupée de Lisa Simpson et de Waylon Smithers.
- Mapple, une marque d'ordinateurs (allusion à la marque Apple) dont le logo est une pomme doublement croquée. Le premier ordinateur de la marque est le « Mapple Lisa », dont se sert Lisa dans l'épisode « Le Rest'oh social » (saison 23, épisode 11)...
- Moe et Chandon, une marque de champagne[19] (parodie de Moët et Chandon).
- Tissan, une marque de voiture bicylindre dont Marge fait l’acquisition dans l’épisode Naître ou ne pas naître, saison 24 épisode 3.
- Tubberware, une marque de récipients alimentaires en plastique, dont Marge fait la vente dans l’épisode « Maman travaille » (saison 30, épisode 7).
- Wiccapedia, The Free Encyclopedia, une encyclopédie libre participative à l'image de Wikipédia (saison 26, épisode 7, « Drôle de camping »).
- Zii, le nom d'une console de jeu vidéo de la marque Funtendo (à partir de la saison 20), une allusion à la Wii de Nintendo.

Dans Futurama :
- Beta Romeo, une marque de constructeur automobile.
- Mapple, une entreprise vendant des téléphones, des ordinateurs et des baladeurs numériques.
- MomCorp, multinationale basée à « New New York », gérée par Mom. Dans ses publicités, Mom semble être une grand mère honnête et bienveillante, mais il n'en est rien, ses pratiques peu scrupuleuses et déloyales révoltent les employés de Planet Express qui semblent être les seuls à connaître la double facette de Mom, en raison de la proximité qu'elle avait autrefois avec le professeur Farnsworth.
- Slurm, une boisson très populaire ; on découvre qu'elle est fabriquée avec la substance organique d'un ver géant.
- Panucci's Pizza, une pizzeria dans laquelle Fry est livreur au XXe siècle.
- Planet Express, entreprise de livraison dans laquelle Fry est livreur au XXXe siècle.

### South Park
Dans la série South Park, qui a comme thème central la caricature de la société de consommation et a créé de nombreuses marques, quelquefois loin du politiquement correct :
- Alabama man, un jouet qui parodie les hommes qui vivent en Alabama. Cette poupée boit de la bière, joue au bowling et bat sa femme. Le message publicitaire associé précise toutefois : « Attention, tout le monde ne bat pas sa femme en Alabama ».
- CartmanLand, une marque de parc d'attractions. Quand Eric Cartman hérite un million de dollars de sa défunte grand-mère, il décide d'acquérir un parc d'attractions CartmanLand pour lui tout seul.
- Cherokee Hair Tampons, une marque de tampons hygiéniques, fabriqués à partir de cheveux d'indiens Cherokees.
- Cheesy Poofs, la marque de biscuits préférés de Cartman.
- Chinpokomon, une marque de jouets vendus sur le marché américain par le gouvernement japonais afin que ce dernier puisse se venger des représailles américaines qui ont suivi l'attaque de Pearl Harbor. La marque est composée de jouets d'animaux fictifs comme « Pinguin », « Roostor » ou « Chaussure », inspirés des Pokémon.
- Harbucks, une chaîne de magasins parodiant Starbucks.
- La Okama GameSphere, une parodie de la console de jeu GameCube dans l'épisode « Servietsky ».
- La PeuSeuPeu une console de jeu portable inventée par Dieu pour sauver son royaume de l'imminente attaque de l'armée de Satan. Seul Kenny atteindra le niveau 60 et sera choisi comme l'élu pour diriger les hommes de Dieu. C'est une allusion directe à la PlayStation Portable (PSP) de Sony.
- Les Téléviseurs Cony, une référence à la marque Sony dans l'épisode « Le Fantastique Mystère de Pâques ».
- Le Vélo Super Dingo, un vélo complètement déformé avec de nombreux défauts.

## Jeux vidéo

### Divers
- Aperture Science : un laboratoire de recherche scientifique dans l'univers d’Half-Life, rival du complexe de recherche Black Mesa. Aperture Science est essentiellement présenté dans Portal.
- Armacham Technology Corporation : un conglomérat multinational à la pointe de la technologie dans F.E.A.R., la recherche et le développement portant principalement sur les applications militaires, y compris l'aérospatial, la robotique et le domaine émergent de la guerre psychique.
- Black Mesa Research Facility : un complexe de recherche, principal rival d’Aperture Science, situé dans le désert du Nouveau-Mexique aux États-Unis. C’est le lieu où se déroulent les premiers événements d’Half-Life.
- Hocotate Fret : une entreprise de transport spatial dans Pikmin 2.
- Umbrella Corporation : une société de recherche biologique et pharmaceutique dans la série Resident Evil.
- Schiffer Brewery : une entreprise brassicole dans le jeu Red Dead Redemption II.

### Fallout
Dans la saga Fallout, de nombreuses marques (fictives ou non) d'avant-guerre sont présentes dans la série (notamment plusieurs concepteurs d'armement), les plus connues étant :
- Cat's Paw : une marque de magazines pour adultes. La couverture figure un chat noir sur fond rouge. Les magazines Cat's Paw apparaissent dans Fallout, Fallout 2 et Fallout Tactics. Une édition spéciale, le Cat's Paw #5, apparait uniquement dans Fallout 2.
- Chryslus Motors Corporation : un constructeur automobile américain, notamment des véhicules Chryslus Cherry Bomb, Chryslus Corvega, Chryslus Coupe et Chryslus Highwayman.
- Future-Tec : une division de Vault-Tec Corporation spécialisée dans l'armement et les techniques de pointe, comme le G.E.C.K. (« Garden of Eden Creation Kit » ; en français J.E.C.K. pour « Jardin d'Eden en Kit »), les simulateurs de réalité virtuelle et plusieurs types d'armements avancés.
- Galaxy News Network (ou GNN) : un réseau d'informations télévisées et radiodiffusées nord-américain.
- General Atomics International : un constructeur de robots à usages domestiques, tel que le « Mister Handy » et sa contrepartie militaire, le « Mister Gutsy ». A travaillé avec RobCo Industries pour créer le robot de l'US Army Liberty Prime.
- Macrosoft : un concepteur de logiciels américain, tels que Spreadsheets, Fenestra '98, PoseidoNet help system et Wyndoze 99 (inspiré de Microsoft et de son célèbre Windows).
- Med-Tek : compagnie pharmaceutique conceptrice de drogues de synthèse et d'équipements de soins (Mentats, My First Infirmary, Fixer).
- Le Nuka-Cola (et ses nombreuses variantes), une célèbre marque de soda d'avant-guerre inventée à la Nuka-Cola Corporation par John-Caleb Bradberton (inspiré de Charles C. Alderton, le créateur de la marque Dr Pepper), dont les capsules, une fois récupérées, sont utilisées comme pièces de monnaie.
- Poseidon Energy (et ses nombreuses branches) : une société minière, de développement de haute technologie et un fournisseur d'énergie (Huile raffinée, essence, charbon, énergie solaire, communications et entreprises du complexe militaro-industriel top secret).
- Rockwell : un fournisseur d'armement lourd (CZ53 personal minigun, CZ57 Avenger minigun, BigBazooka, CZ25 military minigun). Le nom est inspiré de Rockwell International.
- RobCo Industries : un constructeur de robots à usages militaires pour l'US Army, et utilitaires pour les institutions civiles (PipBoy, Stealth Boy, protectron, Securitron, Unified Operating System). A travaillé avec General Atomics International pour créer le robot Liberty Prime.
- La Sunset Sarsaparilla : une marque de soda de la Sunset Sarsaparilla Company, le compétiteur de Nuka Cola dans le sud-ouest américain.
- Super-Duper Mart : une chaîne de supérettes. Apparaît notamment dans Fallout Shelter.
- Vault-Tec Corporation : une entreprise spécialisée dans la construction et l'exploitation d'abris antiatomiques (les « Vaults ») à travers les États-Unis et de développement de techniques de pointe (notamment la série des supercalculateurs ZAX ou le « Vault-Tec Assisted Targeting System », le V.A.T.S.).
- Wattz Electronics : une compagnie d'électronique spécialisé dans la fabrication de lasers et d’équipements de haute technologie (pistolet laser Wattz 1000, fusil laser Wattz 2000, radio, cattle prod, Holodisk).
- West Tek : une société spécialisée dans les projets de Défense, en biochimie et dans la recherche sur les armes (armures T-51b power armor, T-45d power armor et le « Forced Evolutionary Virus » ou « Virus à évolution forcée »).
- Yuma Flats Energy Consortium : firme spécialisée dans le développement d'armes à énergie (pistolet à impulsion YK32 et fusil à impulsion YK42B).

### Grand Theft Auto
Dans la saga Grand Theft Auto :
- 24-7 : une chaîne de supermarchés ouverts en permanence (inspirée de 7-Eleven).
- Albany : une marque de voiture.
- Ammu-Nation : une chaîne de magasins d'armurerie.
- Base 5 : une marque de vêtements pour rappeurs
- Binco : une chaîne de magasins de vêtements bons-marché.
- Bown Streak Railroad : la compagnie ferroviaire de San Andreas.
- Burger Shot : une chaîne de restauration rapide (parodie de Burger King).
- Cluckin' Bell : une chaîne de restauration rapide de poulet (parodie de Taco Bell).
- Didier Sachs : une maison de haute couture pour hommes possédant une chaîne de magasins de vêtements de luxe.
- e-cola : une marque de cola (inspirée de Coca-Cola).
- eXsorbeo : une console de jeu portable en forme de pénis.
- Inside Track : une chaîne de bureaux de paris de courses de chevaux.
- Liberty Tree : « Yesterday news today » (« les nouvelles d'hier aujourd’hui »), une chaîne d'information de Liberty City.
- MODO : une marque de vêtements.
- Pan-Latic : une entreprise de construction.
- Pay'N'Spray : une entreprise de peinture et de réparation de véhicules, permettant en outre de ne plus être recherché par la police.
- Perseus : une marque de vêtements de luxe.
- Pro Laps : une chaîne de magasins de vêtements de sport.
- Rafael : une marques de vêtements.
- RS Haul : une entreprise de recyclage.
- Sprunk : une marque de soda (inspirée de la marque Sprite).
- Suburban : une chaîne de magasins de vêtements pour rappeurs.
- Transfenders : une entreprise de tuning de véhicules.
- Tw@ : une chaîne de cybercafés.
- Victim : une chaîne de magasins de vêtements de mode.
- Well Arch Angels : une entreprise de tuning de véhicules.
- Well Stacked Pizza Co. : une chaîne de pizzerias.
- Whiz : un opérateur téléphonique.
- Zero RC : un magasin de modèles réduits.
- Zip : une chaîne de magasins de vêtements (inspirée de la marque Gap).

### Oddworld
Dans Oddworld :
- Bonewerkz : une entreprise industrielle spécialisée dans la conception de poudre à partir d'os de Mudokons.
- SoulStorm : une marque de bière.
- Magog Motors.

### The Nomad Soul
Dans The Nomad Soul :
- Chokovat : une barre énergisante aux extraits hydrogéniques de tungstène.
- La bière Kloops.
- Le Quanta Cola.
- La lessive Yuma+.
- Les implants Khonsu.
- Les chaussures Xike, dont le slogan est : « Just Buy It » (parodie du « Just Do It » de la marque Nike).

## Humoristes

### Divers
- Dans l'émission Les Guignols de l'info :
  - La World Company, une multinationale américaine dominant le monde.
  - La Christ Company, une multinationale du Vatican, filiale de la World Company et dont le président est le pape.
- Dany Boon :
  - la machine de musculation K2000 (dans le sketch « Le culturiste »).
  - La Ercedes, dans le sketch du même nom (parodie de la marque Mercedes-Benz)[20].
- Élie Kakou : la lessive Plouf et la nouvelle lessive Plouf +.

### Les Inconnus
Dans les des sketches et parodies des Inconnus :
- Le camembert Bridoulou dont le slogan « Ferme mais pas trop » est réutilisé pour une campagne d'élections présidentielles, dans le sketch « Les publicitaires ».
- Le savon Camux, une marque de savon, avec comme slogan : « Le savon d’État » (parodie des savons Camay et LUX).
- Le café Chipouille, une marque de café, avec comme slogan : « Les arômes de l'arôme du plaisir de la force du désir de la force ».
- Citronault, un constructeur automobile qui commercialise la voiture Pipo, dont le slogan est : « C'est très cher et y'a pas pire » (parodie des marques Citroën et Renault).
- Crospies, une marque de céréales sponsorisant l'émission télé américaine « Chiffers and Letters » (parodie des céréales Rice Krispies).
- La Grande Gerbe, un restaurant à l'hygiène douteuse, dont Bernard Campan est le serveur dans le sketch « Les restaurants ».
- Les autocars Jean-Yves, une société d'autocar dont le slogan est : « Tu sais quand tu pars, tu sais pas quand t’arrives ! » dans le sketch « Le Juste Cri ».
- Joretapo, un jeu de société pour initier les enfants à la politique, édité par Fernand Satan (parodie de Fernand Nathan).
- Kenavo les Potos, une crêperie bretonne dans le sketch « Les restaurants ».
- Le cache-slip Kiajauni
- Les poupées Klaus Barbie (parodie de la poupée Barbie).
- Krit & Krat, une marque de nourriture pour chats utilisée dans deux parodies de publicité[21], ayant comme slogan « Pour le minou à sa maman » (parodie de la marque Kitekat).
- Mac Gerbal, une marque de restauration rapide, dans le sketch « Les radios libres », vantant la nouvelle formule « Hamburger, frites et moutarde en sus, le tout en moins de trois minutes ! » (parodie de la chaine de restauration rapide McDonald's).
- Le Père Ducrasse, une marque de produits de terroir peu ragoûtants, comme la « Gerboulade d'escargots » (parodie de la marque de condiments Père Ducros).
- La lessive Prox, une marque de lessive, avec comme slogan : « Grâce à ses cinq agents bioactifs, Prox vous libère des tâches ménagères ».
- La Seinoise, une marque d'eau minérale, avec comme slogan : « À consommer avec beaucoup de modération ».
- Shebon, une marque de nourriture pour chat, avec comme slogan : « Pour nous aussi, votre chat est une personne à part entière » (parodie de Sheba).
- Shoups, une boisson gazeuse, avec comme slogan : « Shoups tonic, restons naturel ».
- Le papier toilette Tout Doux, dont le slogan « Souple et solide à la fois » est réutilisé pour une campagne d'élections présidentielles, dans le sketch « Les publicitaires ».
- United Colors of Bandes de cons, une marque de prêt-à-porter avec comme slogan : « Ce n'est pas parce qu'on est différents qu'on est plus intelligents » (parodie de United Colors of Benetton).

### Les Nuls
Dans les des sketches et parodies des Nuls :
- Alain Flou, une marque d'opticien avec comme slogan : « l'opticien qui s'en fout » (parodie d'Alain Afflelou).
- Apartheid, un café « très noir ».
- Arielle (Nouvelle Formule), une déclinaison de la lessive Ariel, utilisée pour éliminer « le gras et la tache ».
- Captain Bigleux, les fameux « bâtonnets dégueux » préparés par Alain Chabat, référence aux bâtonnets de poissons panés de la marque Captain Iglo.
- Barbara Gourde, Barbara Goudou et Barbara Louf, une marque de produits cosmétiques avec comme slogan : « Des femmes qu'on oublie pas » (parodie de la marque Barbara Gould).
- Les Poupées Barbès, avec comme slogan : « Parti de rien, pour arriver nulle part... » (parodie de la poupée Barbie).
  - Barby Pouffiasse, avec comme slogan : « Barby Poufiasse ! Un jouet à la con » (autre parodie de la poupée Barbie).
- Bastorama, une marque de grande distribution de bricolage, de décoration et d'aménagement, avec comme slogan : « Basto, basto, Bastoramaaaa, pour la baston c'est plus sympa ! » (parodie de la marque Castorama).
- Beugeot, un constructeur automobile (parodie de la marque Peugeot).
- BiK, une marque de stylos avec comme slogan : « La crotte, de BiK » (parodie de la marque BiC).
- Breuckler, une marque de bière dans la fausse publicité « Être écrivain et boire une bière Breuckler ».
- Cake, une parodie d'une publicité Coca-Cola, interprétée par la chanteuse Zazie.
- Le journal Cannes Midi, détournement du journal Nice-Matin dans le film La Cité de la peur et vendu 10 cents (pièce de monnaie américaine).
- Channel No 5, un détournement du célèbre parfum No 5 de Chanel dans la fausse publicité « Tu t'es vu quand t'as bu du Channel » No 5 ? (parodie d'un slogan de la Sécurité routière « Tu t'es vu quand t'as bu ? »).
- Contresque, une marque d'eau minérale en bouteille (parodie de la marque Contrex).
- Deineken, une marque de bière avec comme slogan : « La bière qui voyage » (parodie de la marque Heineken).
- Dime, une marque de sous-vêtements pour homme « vraiment invisibles » (parodie de la marque Dim).
- Founinex, une marque d'aspirateurs avec comme slogan : « Y a pas d'lézard ! ».
- Le Gamel Trophy, une marque de rallye automobile avec comme slogan : « Gamel Trophy. L'aventure. La vraie » (parodie du Camel Trophy (en)).
- Gerbé, une marque de produits alimentaires pour bébés (parodie de la marque Gerblé).
- Gillette Blue II, une marque de rasoirs jetables avec comme slogan : « Ma douleur, c'est les bleus » (parodie de la marque Gillette).
- Ultra mou de Granier, une marque de shampoing avec comme slogan : « Ultra mou de Granier, un shampoing aux plantes » (parodie de la marque Garnier).
- Hyper Glue 4, une marque de colle adhésive ultrarapide avec comme slogan : « Elle fait des miracles ». Les Nuls font un usage bien particulier de cette colle rapide...
- Les cafés Jacques Bave, une marque de café soluble proposant la gamme « El Gringo » (parodie de la marque Jacques Vabre et du personnage Juan Valdez).
- Kwiskas, une marque de nourriture pour chats utilisée dans le sketch « Votre chaton est plein de vie, et ça, Kwiskas l'a compris » (parodie de la marque Whiskas).
- Lacten, une marque de lait en bouteille dans le sketch « Papa, comment on fait les bébés ? » (parodie de la marque Lactel).
- La Versaillaise, la Panoplie complète, parodie de la femme parisienne BCBG.
- Lencôme, une marque de cosmétiques dans la publicité « Trôp de Lencôme » avec comme slogan : « Trop, c'est pas assez » (parodie de la marque Lancôme).
- Mr Cajoligue, une marque d'adoucissant pour linge (parodie de la marque Cajoline).
- Mentor, une marque de lessive avec comme slogan « La lessive des gros menteurs ».
- Pif Ammoniacal, une marque de crème à récurer avec comme slogan : « Déglingue sans rayer le nez ! » (parodie de la marque Cif Ammoniacal).
- Pigeot 265, une marque de voiture avec comme slogan : « Pigeot 265, la voiture des blaireaux » (parodie de la Peugeot 205).
- Pire Express, une marque de produit détachant (parodie de la marque Mir Express).
- Les magasins Put, une marque de grande distribution de décoration et d'aménagement avec comme slogan : « Plein de magasins en France » (parodie de la marque But).
- Les yaourts Rien à Branler, une marque de produits laitiers qui fait changer d'avis ses consommateurs.
- Royal Rabbin, une marque nourriture pour rabbins (parodie de la marque Royal Canin).
- Saint-Marc Dorcel, une déclinaison d'une marque de lessive ordinaire, ou « X » (parodie des marques Saint-Marc et Dorcel).
- Shpewepes, une marque de boisson gazeuse (parodie de la marque Schweppes).
- La Société géniale, une banque « bien placée pour ses placements » pense le banquier (« c'est idiot mais ça le fait sourire ») (parodie de la Société générale).
- Solcarnus, une marque de détergent avec comme slogan : « Solcarnus c'est un gros dégueulasse » (parodie du personnage de « Solcarlus » dans la publicité pour la marque Terra de Johnson).
- Tampix, une marque de tampon hygiénique « Super absorbant » (parodie de la marque Tampax).
- Toniglandyl, une marque de dentifrice et l'un des sketch culte des Nuls (parodie de la marque Tonigencyl de Colgate).
- Reneault, une marque de voiture dans le film La Cité de la peur dont le slogan est : « Une voiture qu'elle est bien pour la conduire » (parodie de la Renault Safrane édition limitée Palme d'or, sortie à l'occasion du festival de Cannes).
- TVN 595, une chaîne de télévision fictive créée par les Nuls pour les besoins de l'émission TVN 595.
- Vilky Way, une marque de céréales de petit-déjeuner avec comme slogan : « De la merde pleine de polystyrène qui flotte dans un bol de lait » (parodie de la marque Milky Way).

### Groland
Dans les émissions de télévision consacrées au pays imaginaire du Groland :
- Adadas : un équipementier sportif grolandais (parodie de la marque Adidas).
- Grolandair : la compagnie aérienne grolandaise.
- Grossimil : une société d'édition grolandaise de manuels d'apprentissage en langues étrangères (parodie d'Assimil).
- SPCG : la compagnie de chemin de fer grolandaise (parodie de la SNCF).
- Wanagro : le seul fournisseur d'accès à Internet grolandais (parodie de Wanadoo).
- Grogle : le moteur de recherche grolandais (parodie de Google).
- Groland telecom : l'opérateur téléphonique grolandais (parodie de France Télécom).
- Gro1 : la chaîne de télévision du Groland, contrôlée par le gouvernement grolandais (parodie de TF1).
- Fnoc : une chaîne de magasins grolandais spécialisée dans la distribution de produits culturels (parodie de la Fnac).
- Gro Food : une chaîne de restauration rapide grolandaise.
- Pizza 12 : une entreprise européenne de livraison de pizzas (livraison en « 12 heures chrono maximum »).
- Les Éditions pour Nains, une maison d'édition grolandaise.
- Twittir : un réseau social grolandais (parodie de Twitter).
- Dans le sketch La mode Grolandaise : robe Saint-Groland (parodie d'Yves Saint-Laurent), chaussures Grior (parodie de Dior), doudoune Jean-Paul Grotier (parodie de Jean-Paul Gautier), sac à main Doloce & Grobanna (parodie de Dolce & Gabanna)

## Publicités
Dans les publicités :
- Bingo Crédit : un organisme de crédit créé pour une campagne de publicité de Cetelem, un authentique organisme de crédit.
- Rapid'Asperges et Fast'Huîtres : respectivement des asperges et des huîtres en tube dans une campagne publicitaire française de 1997 pour le sucre.
- TransAtlantys : une entreprise de transport ferroviaire, dans un canular mis en œuvre en 2005 par l'agence de voyages en ligne Voyages-sncf.com, et annonçant la construction d'un tunnel sous l'océan Atlantique.
- Cretin.fr : une marque fictive d'un opérateur de télécommunications utilisée en 2006 dans un spot par l'opérateur réel Free.
- En 2022, lors d’une nouvelle campagne de publicité, Free s’est inventé un concurrent direct : Reef (« tu as Reef, tu as tout comprReef »), le seul opérateur à vendre des téléphones Damsung ou à proposer la Reefbox à monter soi-même (tournevis en option)[22].